# Rivoli Theatre (South Fallsburg)

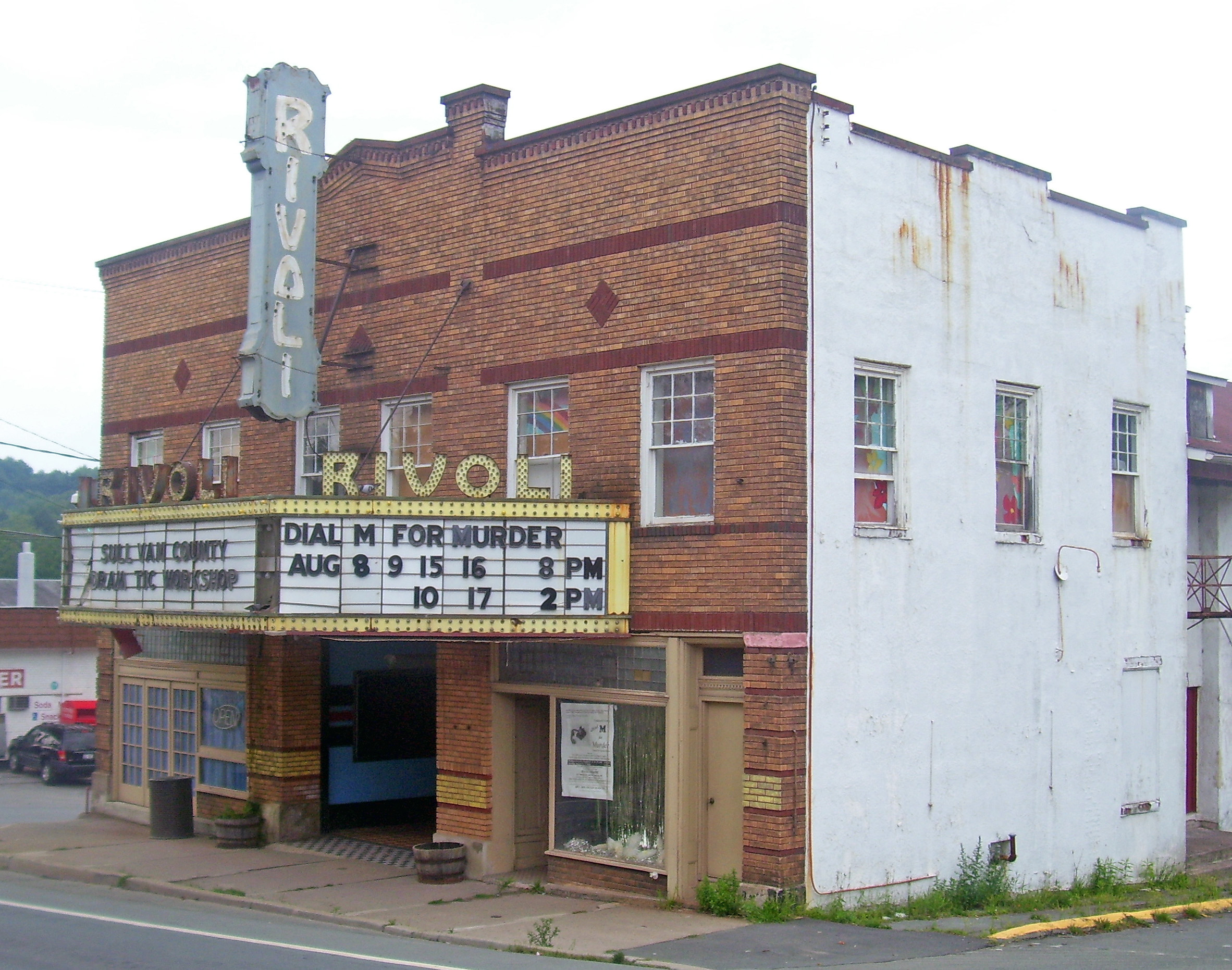
Ansicht auf West- und Nordfassaden des Gebäudes (2008)

Das Rivoli Theatre ist ein Theatergebäude in South Fallsburg in New York, Vereinigte Staaten. Es steht an der Kreuzung von New York State Route 42 und Laurel Avenue und wurde 1923 erbaut. Das Gebäude wurde Ende der 1930er Jahre renoviert und ist noch fast in diesem Zustand intakt.
Das Theater diente der Unterhaltung sowohl als Kino als auch durch Theateraufführungen und erlebte seine beste Zeit in der Blüte der Catskill Mountains als Urlaubsziel vor allem jüdischer Erholungssuchender. In heutiger Zeit wird das Theater in den Sommermonaten durch eine örtliche Theatergruppe genutzt, die hier spielt. Das Gebäude wurde 2001 in das National Register of Historic Places eingetragen.

## Gebäude
Das Theater besteht aus zwei unterschiedlichen Sektionen. Der vordere Teil mit Foyer und Lobby umfasst sechs auf drei Joche, der hintere Teil beinhaltet das Auditorium und umfasst sieben Joche. Es ist aus Beton gebaut und mit gelbbraunen Backsteinen verblendet, die durch rote Läuferreihen verziert sind. Das Dach im vorderen Gebäudeteil liegt hinter einer Brüstung verborgen, der rückwärtige Teil ist ein Satteldach. Beide Dachbereiche sind mit Dachpappe gedeckt.
Das Vordach an der Vorderseite bildet eine dreiseitige Lichtreklame, die durch Ketten fixiert wird; eine vertikale Neonschrift ergänzt sie an der Vorderseite. Die Lobby und das Foyer haben noch ihre ursprüngliche Größe, wurden aber mit anderen Materialien neu ausgestattet. Der Zuschauerraum verblieb in seinem ursprünglichen Stil des Art déco. Die gerade Decke und die gewölbten Wände sind mit Asbest-Tafeln in verschiedenen Mustern verkleidet. Ein großer Leuchter sitzt im Zentrum eines jeden Wandabschnitts.
Der zweite Stock ist durch Büros und Apartments belegt. Die Innenausstattung ist weitgehend intakt.

## Geschichte
Mit der Wende zum 20. Jahrhundert setzte in South Fallsburg der Zuzug jüdischer Bewohner ein. Viele von ihnen hielten sich während der Sommermonate in der Region auf und manche entschieden sich dazu, sich hier dauerhaft niederzulassen, um selbst Unterkünfte zu eröffnen oder zu betreiben. Zu Beginn der 1920 war eine große Mehrheit der Einwohner des Weilers jüdischen Glaubens, und die South Fallsburg Hebrew Association Synagogue nahm jede Woche neue Mitglieder in die Gemeinde auf.
Israel Kaplan und sein Sohn Arch eröffneten das Rivoli 1923, um Sommergästen Unterhaltung zu bieten. Die beiden gelten als die geistigen Schöpfer des Theaters, die Ähnlichkeiten zu Motels Rialto Theatre im nahegelegenen Monticello deuten allerdings darauf hin, dass Motel, der den späteren Umbau entwarf, auch der Architekt des Rivolis war.
Das Rivoli war sowohl als Kino als auch mit Bühnendarbietungen erfolgreich. Die Besitzer erweiterten den Zuschauerraum 1937 auf eine Kapazität von 600 Besuchern und ließen es im Art déco neu ausstatten. Es überdauerte die Glanzzeit der Gegend als Urlaubsziel.
Die damalige Besitzerin Alice Manzi, ein Nachkömmling der Kaplans, schloss das Theater am Jahresende 1997 und vermietete es teilweise als Gemüseladen. Der Sullivan County Dramatic Workshop, eine örtliche kommunale Theatergruppe suchte eine neue Spielstätte und kaufte es zum Preis von 55.000 US-Dollar, um es wieder in ein Theater umzuwandeln. In den Sommermonaten werden Filme und Schauspiele aufgeführt, ein örtlicher Konzertveranstalter nutzt das Gebäude ebenfalls für Veranstaltungen.